# Prudencio (santo)
Prudencio (Armentia, Álava, - † El Burgo de Osma, Soria, 28 de abril) fue un anacoreta y clérigo que llegó a ser obispo de Tarazona. Es santo patrón de Álava desde mediados del siglo XVII y su festividad es el 28 de abril.

## Vida

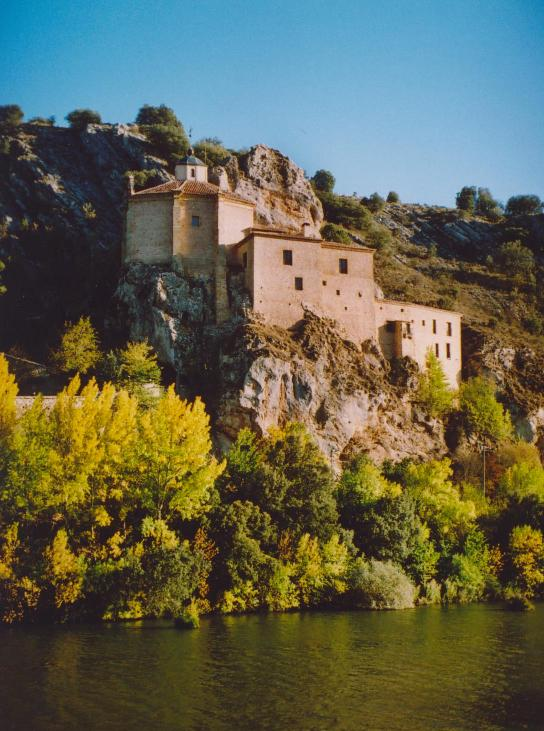
Ermita de San Saturio (Soria)

Aunque existen menciones confusas en varios documentos refiriéndose a diferentes San Prudencio, se da por cierto lo que aparece en el breviario antiguo de Tarazona, aun sin admitir todas sus partes, ya que en algún caso se le confunde con un Prudencio poeta, del que se tiene constancia que era otra persona distinta. No se sabe a ciencia cierta en qué años vivió, puesto que se barajan varias fechas de entre finales del siglo IV a finales del siglo VI. Si bien a Saturio, quien sería su maestro, se le supone nacido el año 493, con lo que de ser cierto Prudencio debería de haber nacido a mediados del siglo VI.

### Juventud
Nació y vivió en Armentia, aldea alavesa (hoy absorbida por el municipio de Vitoria), hasta que a sus 15 años se retiró como anacoreta en las cercanías de la actual ciudad de Soria, en la margen derecha del río Duero, teniendo como maestro a Saturio (actual patrón de dicha ciudad). Allí permaneció durante siete años, tras los cuales se dirigió a Calahorra, sede de una gran diócesis y donde se dice que había muchos idólatras. Allí estuvo durante un tiempo. Se afirma que evangelizó a muchas personas y realizó varias curaciones milagrosas, por lo que ante el número de enfermos que a él acudían, huyó a Tarazona para alejarse de la fama. La ermita de San Saturio fue construida en el lugar donde Prudencio fue discípulo de Saturio.
Se cree que las conversiones y evangelizaciones podrían haberse realizado en la zona de Cameros, dado que los idólatras eran expulsados de las ciudades y se refugiaban en las aldeas.

### Estancia en Tarazona
Tras un tiempo, fue admitido como clérigo de la catedral de Tarazona, encargándose inicialmente del mantenimiento del templo, llegando a ser nombrado arcediano.
Tras el fallecimiento del obispo de Tarazona, Prudencio fue propuesto para sustituirle, y fue consagrado obispo.

### Intermediario en Osma
Por aquel tiempo, en la vecina diócesis de Osma, existían fuertes desavenencias entre el obispado y el clero, y Prudencio fue elegido como intermediario para dirimir la cuestión. Tras llevarles a un entendimiento, le sobrevino una enfermedad mortal.

## Enterramiento
Al haber fallecido en Osma, fuera de su diócesis, y habiendo ganado notoriedad por sus milagros, surgieron disputas entre el clero sobre el lugar donde debía ser enterrado. La leyenda dice que la cuestión se resolvió colocando el cuerpo de Prudencio sobre la cabalgadura que usaba en vida, y dejando al animal marchar libremente. Este se detuvo a seis leguas de Logroño, y allí se le dio sepultura. Este lugar sería una cueva en las faldas de monte Laturce, en el actual municipio de Clavijo (La Rioja).
En este lugar se edificó una iglesia dedicada a San Vicente Mártir. Según fray Gaspar Coronel, a partir de 1025 pasó a denominarse monasterio de San Prudencio de Monte Laturce, como se desprende de un privilegio de Sancho III el Mayor. Aunque García Turza localiza la primera mención al monasterio entre 1011-1021, en una interpolación de un documento del año 880.

## Reliquias
Desde el siglo XII, surgieron disputas entre los monjes de Monte Laturce y Nájera por la ubicación de las reliquias del Santo. Aunque existe confusión debido a la existencia de muchos documentos falsos, lo más probable es que García Sánchez III, al crear el monasterio de Santa María la Real de Nájera, decidiese trasladar, hacia 1040, las reliquias de San Prudencio desde Monte Laturce al nuevo monasterio, para honrar su fundación, dejando en Monte Laturce la cabeza y algún hueso menor.

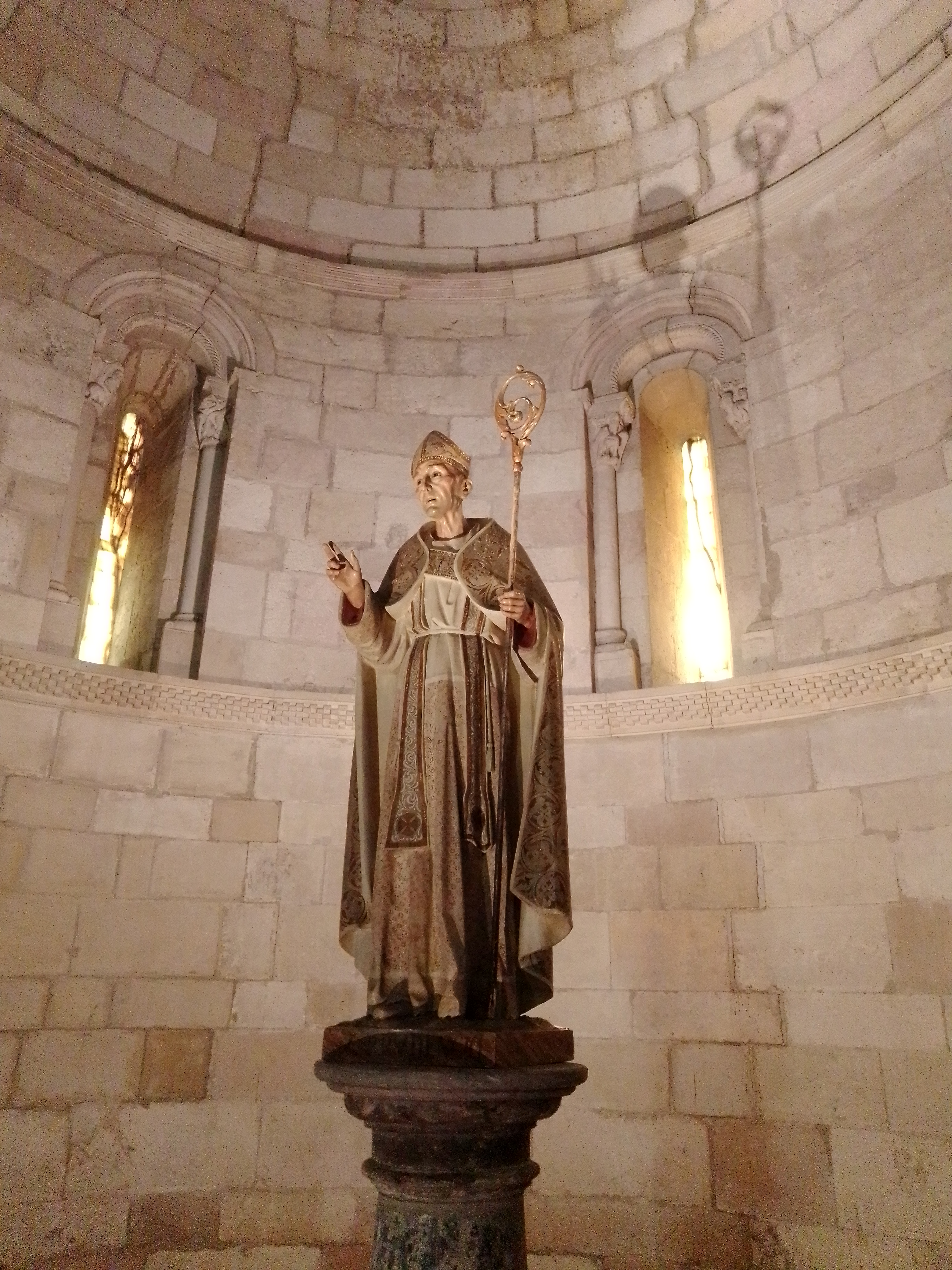
San Prudencio en la Basílica de Armentia

También se baraja que García Sánchez I pudiera trasladarlas  en el año 954. Aunque algunos han insistido en demostrar que las reliquias no salieron de Monte Laturce, parece que el monasterio a finales del siglo X quedaba en situación de cierto abandono, ya que, según cuenta Yepes, en el año 950 el número de monjes de Monte Laturce era tan escaso, que el abad Adica y otros seis monjes se sometieron al abad Dulquito del monasterio de Albelda, ofreciéndole su monasterio, personas y bienes. Por esto se considera muy razonable que, para que no quedasen las reliquias abandonadas, se trasladasen a otro lugar.

## Santificación
A mediados del siglo VIII ya se le consideraba santo, apareciendo documentado por primera vez de esta manera en un cartulario del monasterio de San Millán de la Cogolla, fechado el 24 de abril de 759.
Antes del año mil a San Prudencio se le tenía por santo y se le rendía culto en torno a la sierra de la Demanda por las actuales provincias de Soria, Tarazona, Burgos y Logroño.

## Culto

### Álava

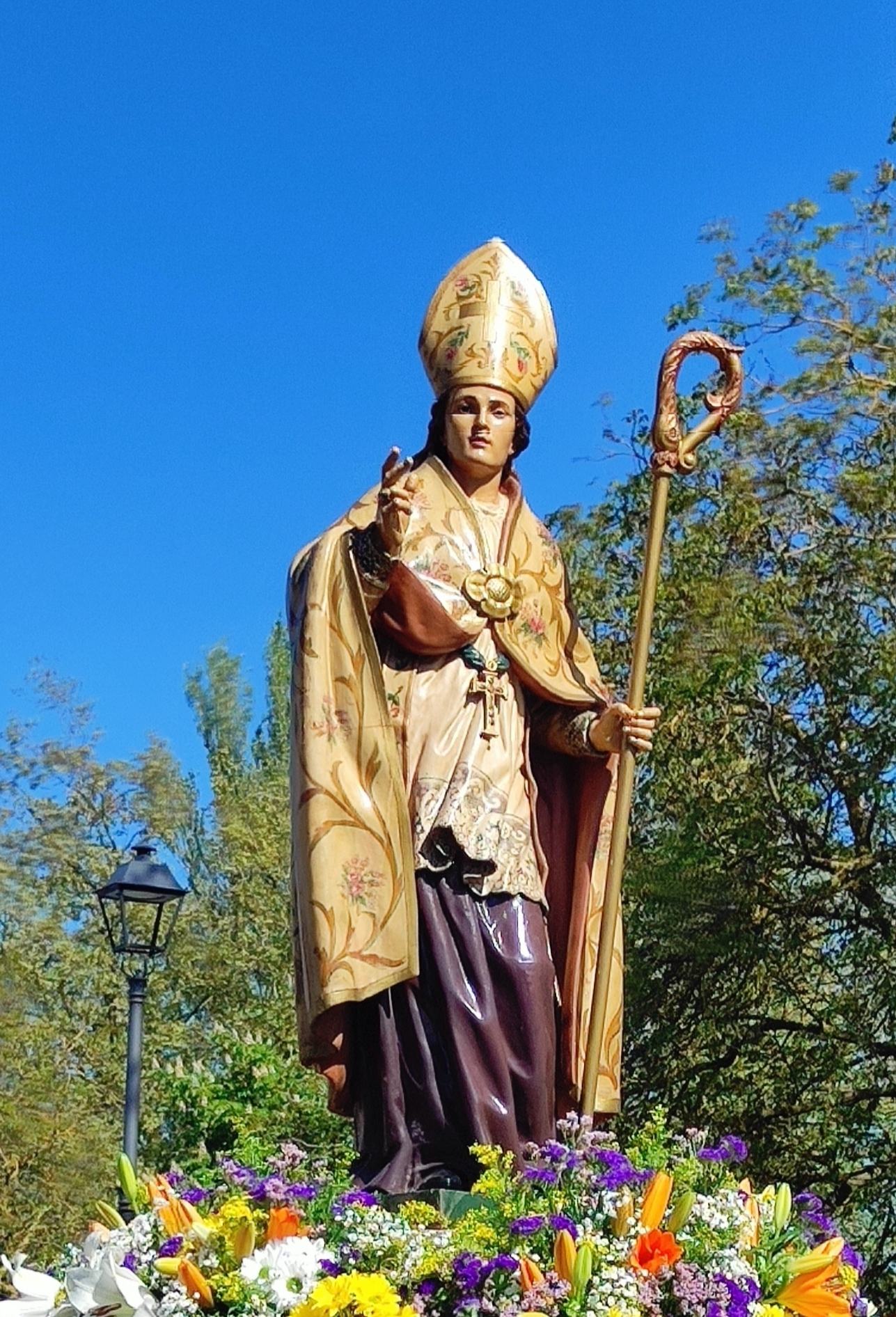
Procesión de San Prudencio en Armentia, 28 de abril de 2025

En la junta general de la provincia de Álava de 18 de noviembre de 1643 se trató de tomar a Prudencio como patrón. Se acordó que el procurador de cada hermandad llevase a la junta del año siguiente los poderes suficientes. El 5 de noviembre de 1644, se votó uniformemente a favor, siendo ratificado en la junta del 4 de mayo de 1645.
En 1688 se solicitó rezo propio con rito doble y octava, erección y dedicación de propia capilla, día festivo de precepto y otras distinciones que le inspiró su devoción.
La provincia de Álava celebra la fiesta de su patrón el 28 de abril. Este santo es además, patrón de la Diócesis de Vitoria. La Cofradía de “Amigos de San Prudencio” organiza diversos actos religiosos para conmemorar su figura.

### Vitoria
A comienzos del siglo XIX se construyó en Armentia la “Casa del Santo”. En 1937 se puso la primera piedra al monumento de San Prudencio en el paseo cerca de Armentia, que fue inaugurado el 28 de abril de 1940. En 1970 se cambió el título de la basílica de Armentia. Hasta entonces se había llamado de San Andrés.

### Catedral de La Habana

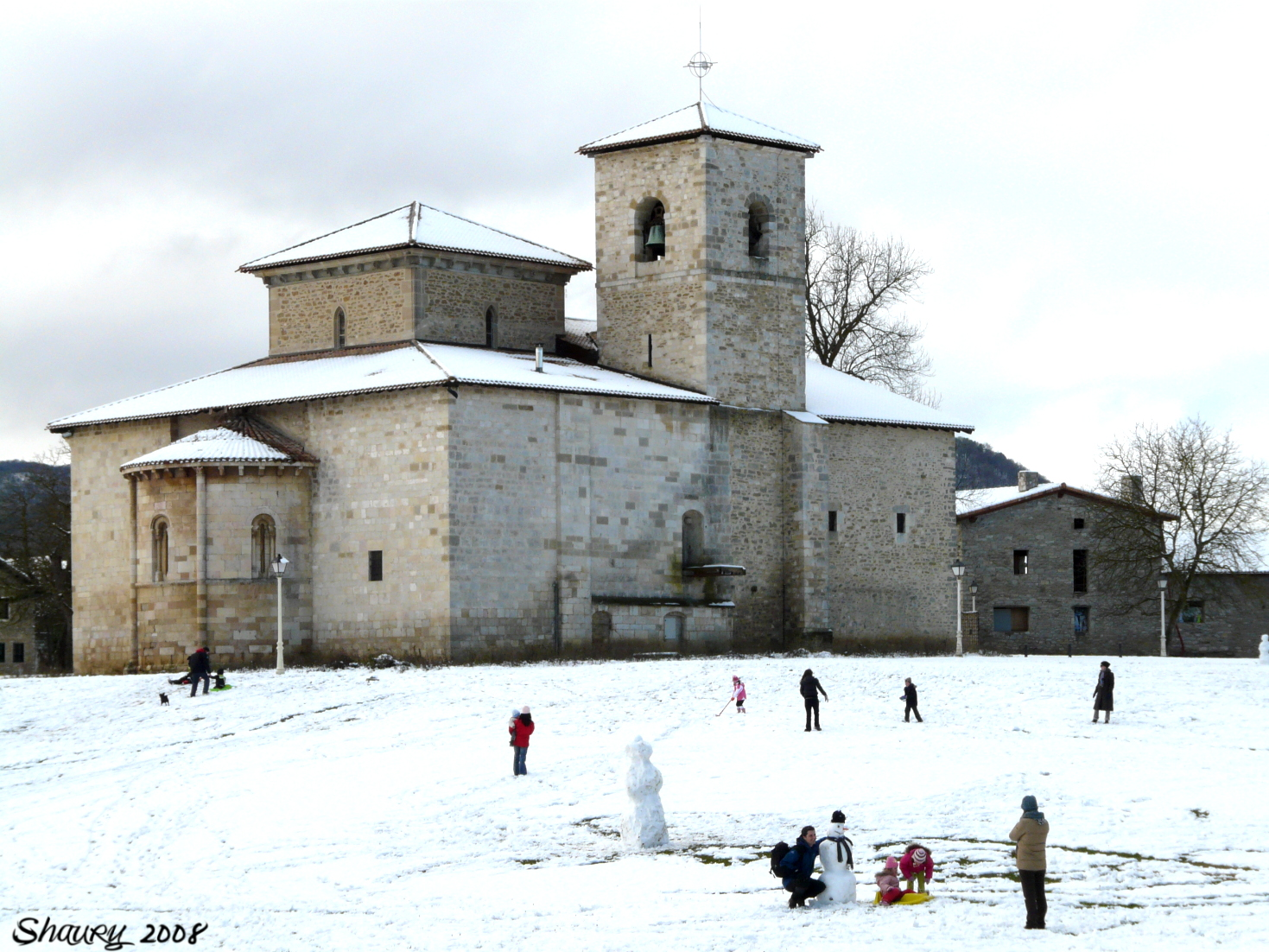
Basílica de San Prudencio de Armentia.

Juan José Díaz de Espada, alavés, reformador de la iglesia cubana en el siglo XIX, llevó el culto de San Prudencio a la Catedral de La Habana, donde tiene un altar dedicado.

### Cuerpo Consular de Aragón
Proclamado patrón de este cuerpo en junio de 2009.

## Edificios religiosos bajo su advocación
- Monasterio de San Prudencio de Monte Laturce en Clavijo. Actualmente en ruinas.
- Basílica de San Prudencio de Armentia en Armentia (Álava).